# Молло, Майк
Майк Молло (англ. Mike Mollo 11 февраля 1980 года, Ок-Лон, Иллинойс, США) — американский боксёр-профессионал, выступающий в тяжёлой весовой категории. Чемпион Польши в тяжелом весе (2016).

## Профессиональная карьера
25 июня 2000 дебютировал на профессиональном ринге, победив Терренса Коффина через KO в первом раунде.

#### Бой с Дэваррилом Уильямсоном
6 мая 2006, после пятнадцати выигранных поединков подряд, потерпел первое поражение от Дэваррила Уильямсона. Молло проиграл техническим нокаутом в четвёртом раунде.

#### Бой с Кевином Маркбрайдом
7 октября 2006 года в поединке за вакантный титул чемпиона Латинской Америки — WBA Fedelatin победил Кевина Макбрайда во втором раунде техническим нокаутом.
13 октября 2007 выиграл во втором раунде техническим нокаутом у Артура Бинковского.

#### Бой с Анджеем Голотой
19 января 2008 года проиграл по очкам после 12-ти раундовой дуэли единогласным решением судей Анджею Голоте, потеряв титул чемпиона Латинской Америки — WBA Fedelatin в пользу поляка. Это было второе поражение Молло на профессиональном ринге.

#### Бой с Джамилем Макклайном
7 ноября 2008 проиграл второй бой подряд, единогласным решением судей Джамилю Макклайну. Поединок был за звание претендента на титул WBC.

#### Бой с Билли Замбраном
26 марта 2010 Молло вернулся на ринг после почти полутора-годового перерыва. В восьми раундовом бою победил единогласно по очкам  Билли Замбрана.

#### Бой с Гарри Гомезом
6 августа 2010 года Майк Молло встретился в бою с Гари Гомезом. Несмотря на то, что фаворитом был бывший противник Голоты, бой после 8 раундов завершился вничью.

#### Возможный бой с Крисом Ареолой
23 июня 2012 Молло должен был провести поединок против Криса Арреолы. За неделю до предполагаемой конфронтации Арреола отказался от боя.

#### Бой с Артуром Шпилькой 1
1 февраля 2013 Майк Молло проиграл нокаутом в шестом раунде другому поляку Артуру Шпильке.

#### Бой с Артуром Шпилькой 2
16 августа 2013 состоялся бой реванш с Артуром Шпилькой. В третьем раунде после удара на противоходе поляк был отправлен в нокдаун. В пятом раунде левым крюком Шпильки, Майк Молло отправлен в нокдаун, после которого судья остановил бой, присудив победу техническим нокаутом Артуру Шпильке.

#### Бой с Кшиштофом Зимнохом 1
20 февраля 2016 года, в Легионово (Польша) небитый польский супертяжеловес Кшиштоф Зимнох (18(12)-0-0) встретился в бою с американцем Майком Молло (20(12)-5(3)-1) за первый титул в своей профессиональной карьере — вакантный пояс Интернационального чемпиона Польши в супертяжёлом весе. Начиналось все для Зимноха достаточно неплохо — он, пользуясь преимуществом в росте, теснил Молло. Тогда американец решил попытать счастья в ближнем бою и не прогадал. Мощным правым хуком он отправил Зимноха на настил ринга. Многие польские болельщики отмечали, что удар американца был нанесён после команды стоп. Поляк смог подняться, но не надолго: Молло обрушил на Зимноха град ударов и теперь встать на счет "9″ польский боксер не сумел.

#### Бой с Андреем Руденко
6 мая 2016 года, в бою за вакантный титул WBC International Silver уступил украинцу Андрею Руденко  техническим решением из-за рассечения и по рекомендации врачей бой был остановлен в седьмом раунде.

#### Бой с Кшиштофом Зимнохом 2
На этот раз результат встречи был прямо противоположным, но на то, чтобы остановить обидчика, у поляка ушло в шесть раз больше времени. Потяжелевший со времени первой встречи на пять килограмм Зимнох боксировал значительно внимательнее, чем в прошлый раз, и за счёт именно бокса взял практически все раунды, а во 2-м даже повалил Молло на настил ринга. Понимая, что теперь чудо в виде внезапного нокаута будет устроить крайне сложно, почти невозможно, американец принял решение отказаться от продолжения боя с началом 7-го раунда. RTD 7.